# Närmare dig
Närmare dig är en låt som framfördes av Tina Leijonberg i Melodifestivalen 1993. Bidraget som skrevs av Ingela 'Pling' Forsman och Håkan Mjörnheim var inte ett av de 5 bidrag som kvalificerade sig till finalen.